# Travettore
Travettore (Travetore in veneto) è una frazione del comune italiano di Rosà, in provincia di Vicenza.
Anticamente parte del territorio di Bassano, deve il suo nome al guado del fiume Brenta che al tempo dei romani si trovava nei pressi del villaggio.
La chiesa parrocchiale di San Giovanni fu edificata tra il 1912 ed il 1926.